# Gelis operosus
Gelis operosus är en stekelart som beskrevs av Schwarz 2002. Gelis operosus ingår i släktet Gelis och familjen brokparasitsteklar. Inga underarter finns listade i Catalogue of Life.